# 里安库尔莱卡尼库尔
里安库尔-莱卡尼库尔（法語：Riencourt-lès-Cagnicourt，法語發音：[ʁjɛ̃kuʁ lɛ kaɲikuʁ]，意为“卡尼库尔附近的里安库尔”）是法国上法蘭西大區加来海峡省的一个市镇，属于阿拉斯区。

## 地理
里安库尔-莱卡尼库尔（50°11'57"N, 2°57'28"E）面积4.73 平方千米，位于法国上法蘭西大區加来海峡省，该省份为法国北部沿海省份，西北濒北海，南至索姆省，东临北部省。
与里安库尔-莱卡尼库尔接壤的市镇（或旧市镇、城区）包括：卡尼库尔、比勒库尔、昂德库尔-莱卡尼库尔、诺勒伊、凯昂。
里安库尔-莱卡尼库尔的时区为UTC+01:00、UTC+02:00（夏令时）。

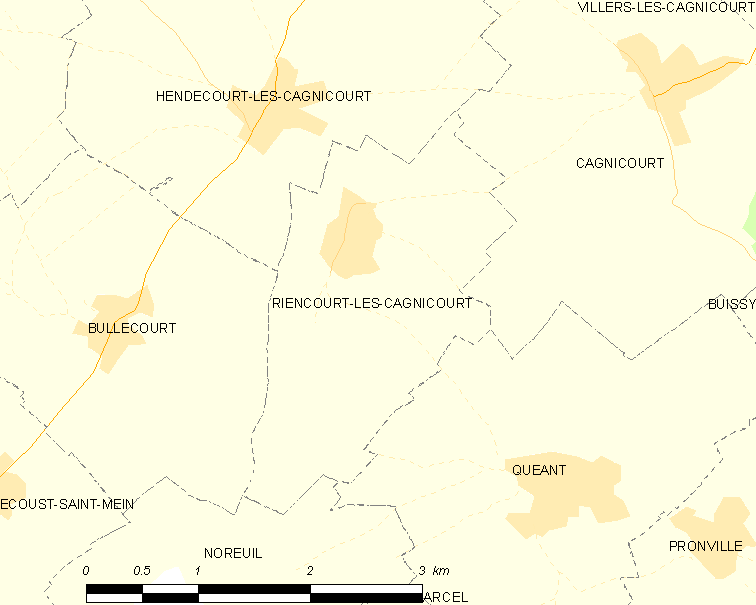
里安库尔-莱卡尼库尔的OSM定位图

## 行政
里安库尔-莱卡尼库尔的邮政编码为62182，INSEE市镇编码为62709。

## 政治
里安库尔-莱卡尼库尔所属的省级选区为布勒比耶尔县。

## 人口

1962-2008年间里安库尔-莱卡尼库尔人口变化图示

里安库尔-莱卡尼库尔于2022年1月1日时的人口数量为249人。